# 職業訓練指導員 (計測機器科)
職業訓練指導員 (計測機器科)（しょくぎょうくんれんしどういん けいそくききか）は、職業訓練指導員免許のうちの1つ。厚生労働省管轄。

## 受験資格
職業訓練指導員免許の受験資格と試験免除を参照。

## 試験科目

### 学科試験
1. 指導方法（職業訓練原理、教科指導法、訓練生の心理、生活指導及び職業訓練関係法規）
2. 関連学科
  1. 系基礎学科
    1. 機械工学（機械要素　機構）
    2. 工作法（機械部品　電子部品　加工及び組立法　仕上法　測定及び検査法　製図）
    3. 安全衛生（安全管理　衛生管理）

  2. 専攻学科
    1. 製造法（計測機器　計測工学　工作法　材料力学　材料）

### 実技試験
1. 計測機器の分解及び組立て
2. 計測機器の修理及び調整